# 10226 Seishika
10226 Seishika eller 1997 VK5 är en asteroid i huvudbältet som upptäcktes den 8 november 1997 av den japanska astronomen Takao Kobayashi vid Ōizumi-observatoriet. Den är uppkallad efter blomman Seishika.
Asteroiden har en diameter på ungefär 16 kilometer.